# Chevrolet Aveo
Chevrolet Aveo (укр. «Шевроле́ Аве́о»)— легкове авто, компанії GM Daewoo — корейської дочірньої компанії концерну General Motors.

## T200 (2002—2008)

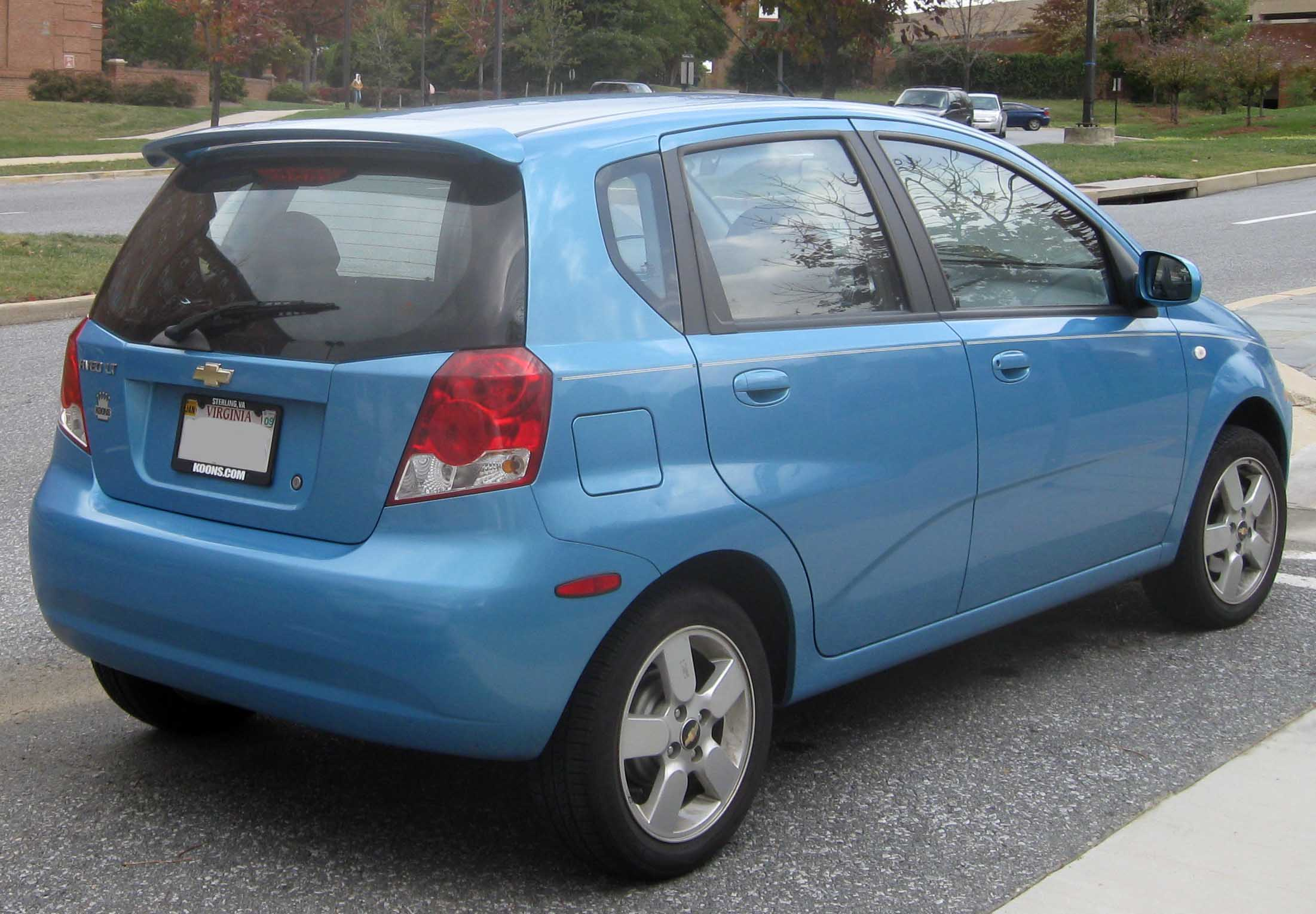
Chevrolet Aveo Т200 5дв хетчбек (2002—2004)

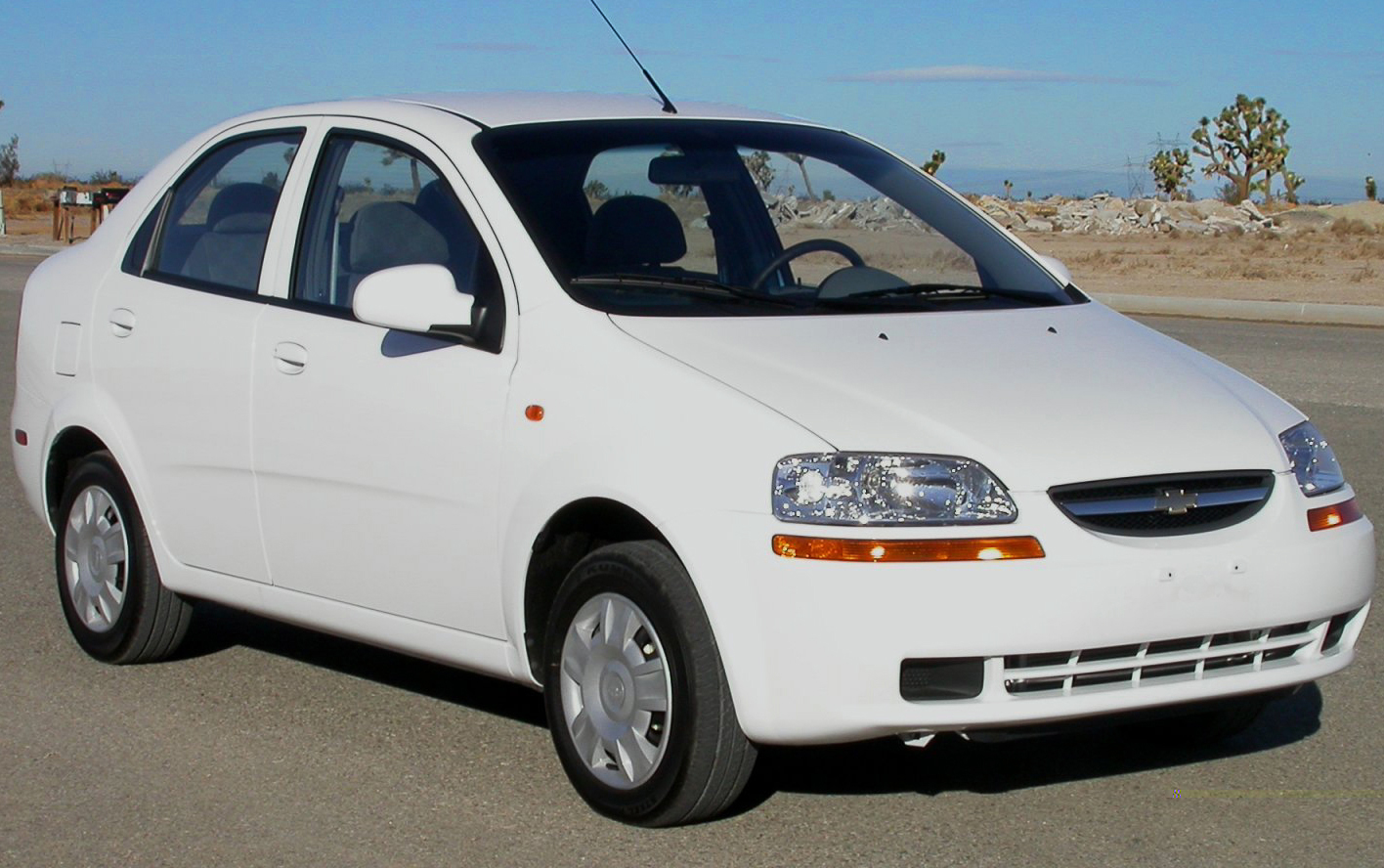
Chevrolet Aveo Т200 седан

Перший Chevrolet Aveo, розроблений компанією GM Daewoo, з'явився в 2002 році. Виробництво було налагоджено у 11 країнах. Спочатку машина називалася Daewoo Kalos. Створена ще в рамках компанії Daewoo під ім'ям Daewoo Kalos (Kalos по-грецьки «прекрасний»). Однак концерн General Motors вирішив змінити назву. Автомобіль з заводським індексом Т200 з самого початку отримав чотиридверний варіант (і також з самого початку випускався п'ятидверний хетчбек, а ось трьохдверка з'явилася тільки в 2005 році). Двигуни — 1,2 і 1,4 л (для окремих ринків також 1,5 і 1,6 л).
Продажі хетчбеків почалися в Європі у 2005 р. У США Chevrolet Aveo почали продавати в 2003 р., замінивши, знятий з продажу Chevrolet Metro в 2001 р. В Канаді хетчбеки продаються під іменами Suzuki Swift+ та Pontiac Wave. В Китаї Shanghai GM вирішив змінити назву седана Aveo на Chevrolet Lova. В 2005 р. на ринках Нової Зеландії та Австралії Aveo стали продавати як Holden Barina (до 2005 р. це була відома нам Opel Corsa).
Під маркою Daewoo Kalos (T200) авто продавалося в Європі, на Близькому Сході, у південно-східній Африці (у ПАР — Aveo).
За основу Aveo була взята модернізована платформа седана Daewoo Lanos (T100). Передня підвіска незалежна, важільно-пружинна типу McPherson, з гідравлічними телескопічними амортизаторними стійками, витими пружинами, нижніми поперечними важелями і несучим стабілізатором поперечної стійкості. Задня підвіска напівнезалежна, важільно-пружинна з гідравлічними амортизаторами і поздовжніми важелями, шарнірно закріпленими на кузові автомобіля і пов'язаними між собою поперечною балкою U-подібного перетину. Подовжні важелі з'єднані з кузовом сайлентблоками. Пружини підвіски змінної жорсткості (бочкоподібні). Верхні і нижні кінці пружин спираються на пружні гумові прокладки. У балці підвіски встановлений стабілізатор поперечної стійкості торсіонного типу. Автомобілі Aveo обладнані робочою, запасною (аварійною) та стоянковою гальмівними системами. Перша, оснащена гідравлічним приводом, забезпечує гальмування при русі автомобіля, друга загальмовує автомобіль на стоянці. Робоча система двоконтурна, з діагональним з'єднанням гальмівних механізмів передніх і задніх коліс. Один контур гідропривода забезпечує роботу правого переднього і лівого заднього гальмівних механізмів, інший — лівого переднього і правого заднього.
Кузов закритий, суцільнометалевий, несучого типу, на 46 % складався з високоміцних сталей. Дизайн відділення GM Daewoo замовило у ательє Italdesign, а при доведенні шасі і тестах на надійність вдалися до допомоги британської структури MIRA (Motor Industry Research Association). У рамках випробувань передсерійні Aveo проїхали в цілому 2200000 км.
У Aveo є кілька цікавих особливостей. Нижні фари, розташовані під бампером, які більшість людей приймає за протитуманні, насправді — габарити. Ще дуже вдалися передні покажчики повороту. Це два широких бумеранга під фарами, дуже добре позначають напрямок, яскраво інформуючи і сусідів по потоку і, що особливо важливо, пішоходів.
Добре оснащений салон пропонує величезну кількість особливостей, які сприяють комфорту і зручності водія: повністю регульовані підголівники, електросклопідйомники, дистанційне управління аудіосистемою на кермі. Передня панель виконана з твердого пластика.
Aveo оснащений гідропідсилювачем, кондиціонером, ABS, електропакетом, литими дисками і протитуманними фарами. Серед опцій подушка безпеки для водія і переднього пасажира, плюс 3-точкові ремені безпеки для всіх пасажирів.

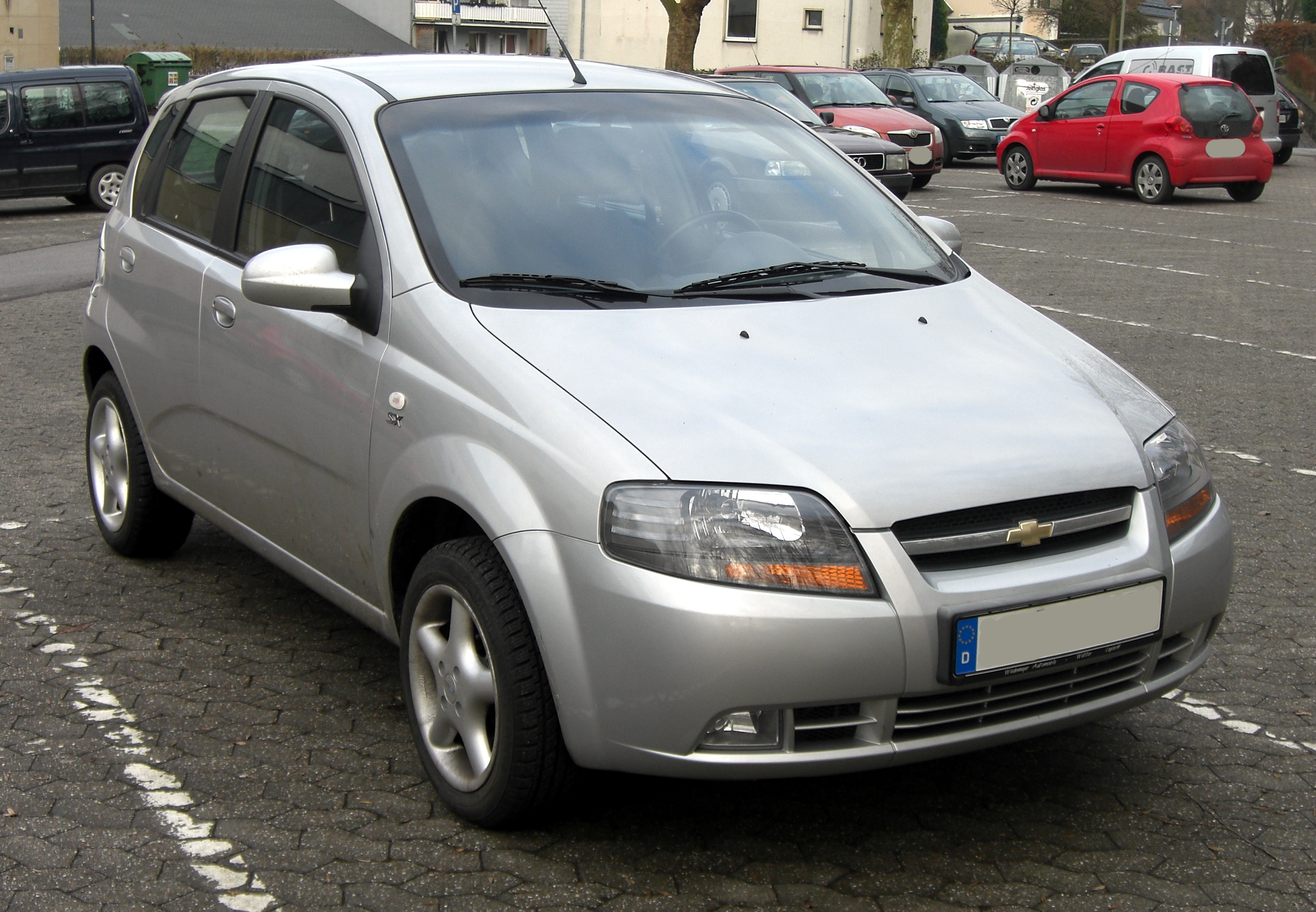
Chevrolet Aveo Т200 5дв хетчбек (2004-2008)
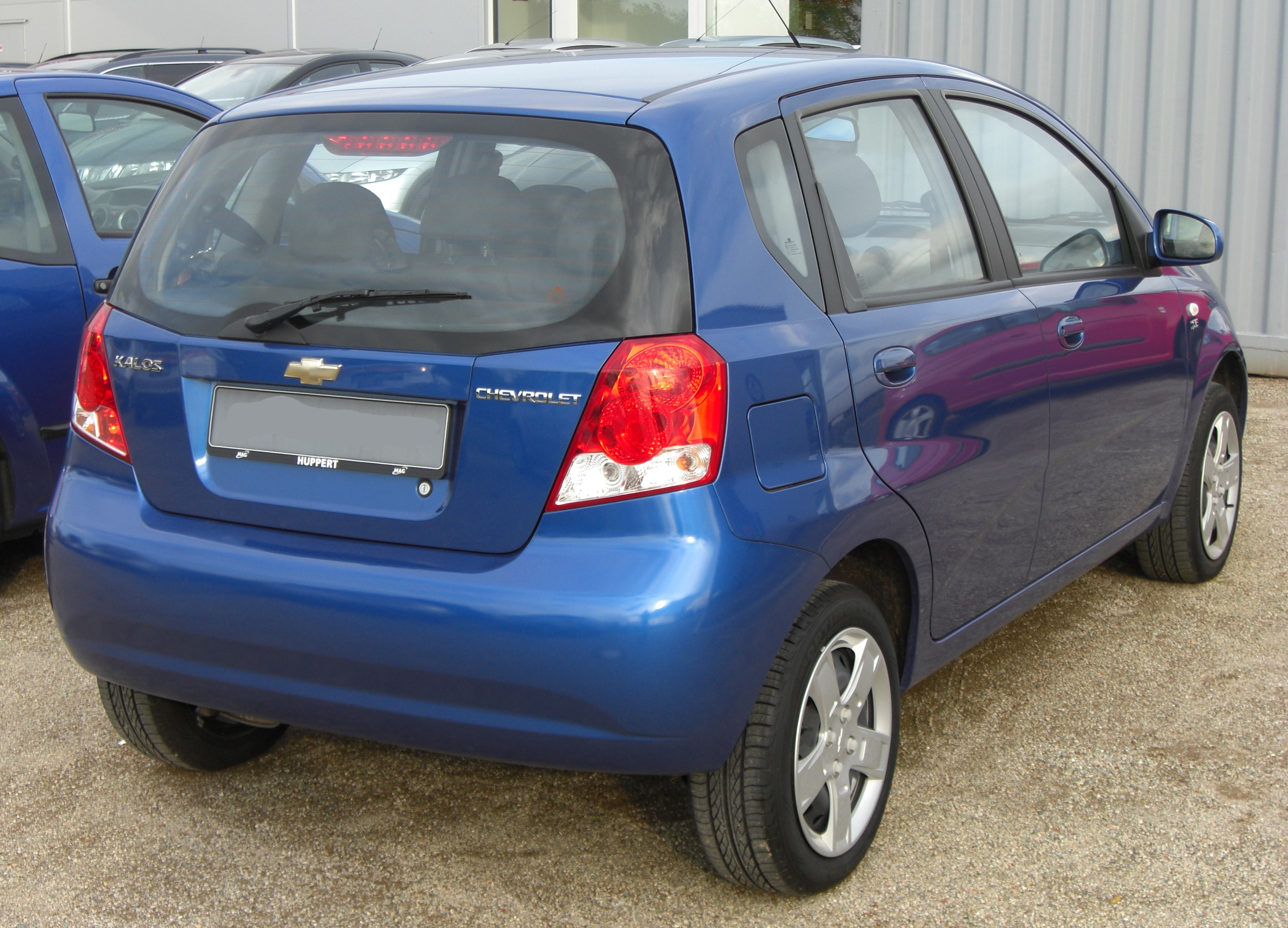
Chevrolet Aveo Т200 5дв хетчбек (2004-2008)
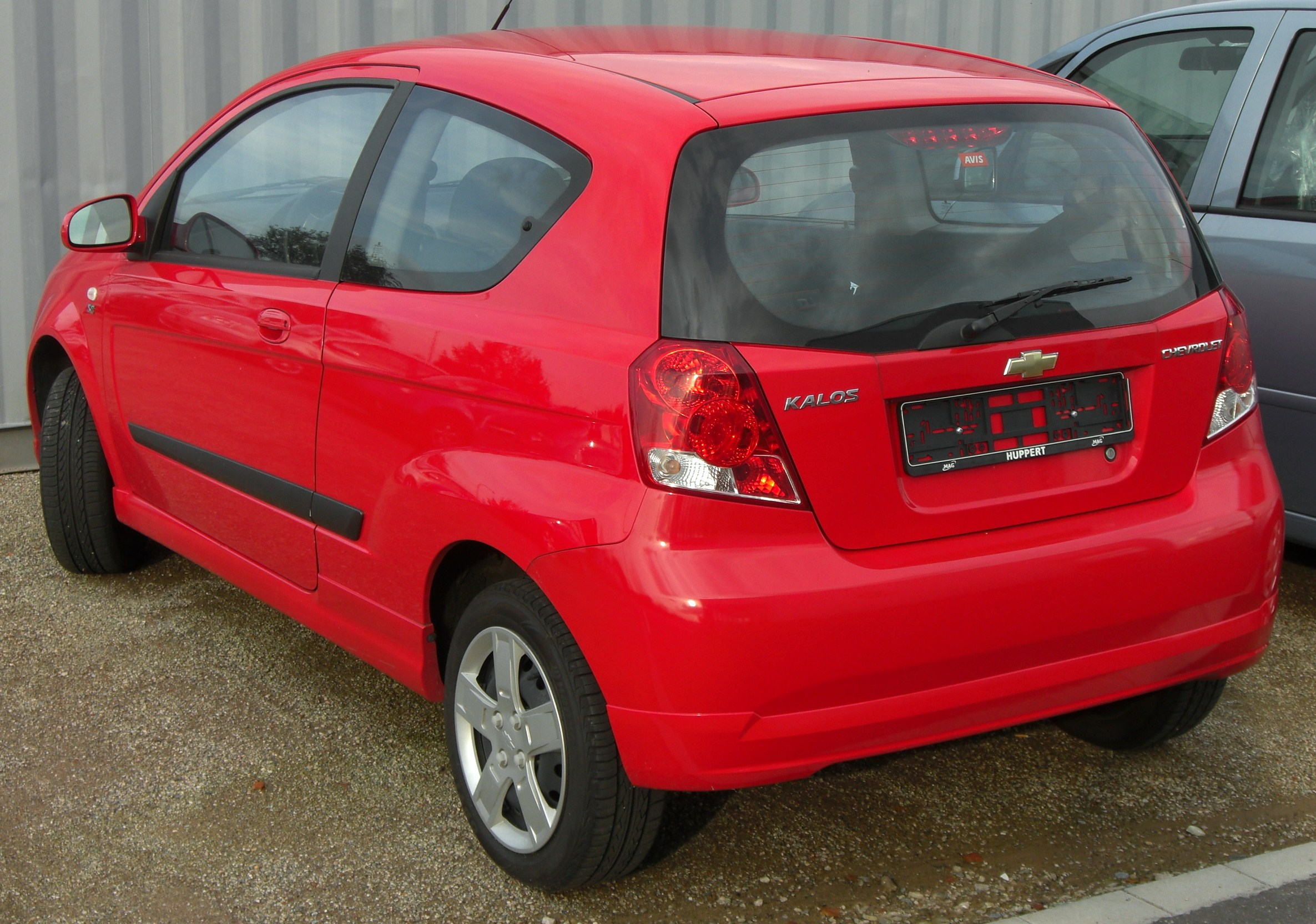
Chevrolet Aveo Т200 3дв хетчбек (2004-2008)

### Двигуни
Компактній моделі надали чотири бензинових двигуна: чотирициліндрові «атмосферники» робочим об'ємом від 1,2 до 1,6 л і потужністю від 72 к.с. до 106. Крім п'ятиступінчастої «механіки» пропонувався чотирьохдіапазонний «автомат».
S-TEC
- 1,2 л B12S1/F12S3 SOHC Р4 — 72 к.с. (Південна Корея, Європа, Індія)

E-TEC II
- 1,4 л L95 SOHC Р4 — 83 к.с. (Європа)
- 1,4 л L95 DOHC Р4 — 94 к.с. (Європа, Еквадор, Колумбія, Чилі, Індія, Філіппіни)
- 1,4 л F14D4 DOHC Р4 — 101 к.с. (Європа, Еквадор, Колумбія, Чилі, Індія, Філіппіни)
- 1,5 л F15S3 SOHC Р4 — 86 к.с. (Південна Корея, Європа, Південна Африка, Філіппіни, Пакистан, Україна)
- 1,6 л F16D DOHC Р4 — 105 к.с. (Північна Америка, Венесуела, Австралія, Китай, Індія, Україна)

## T250 (2005―2023)

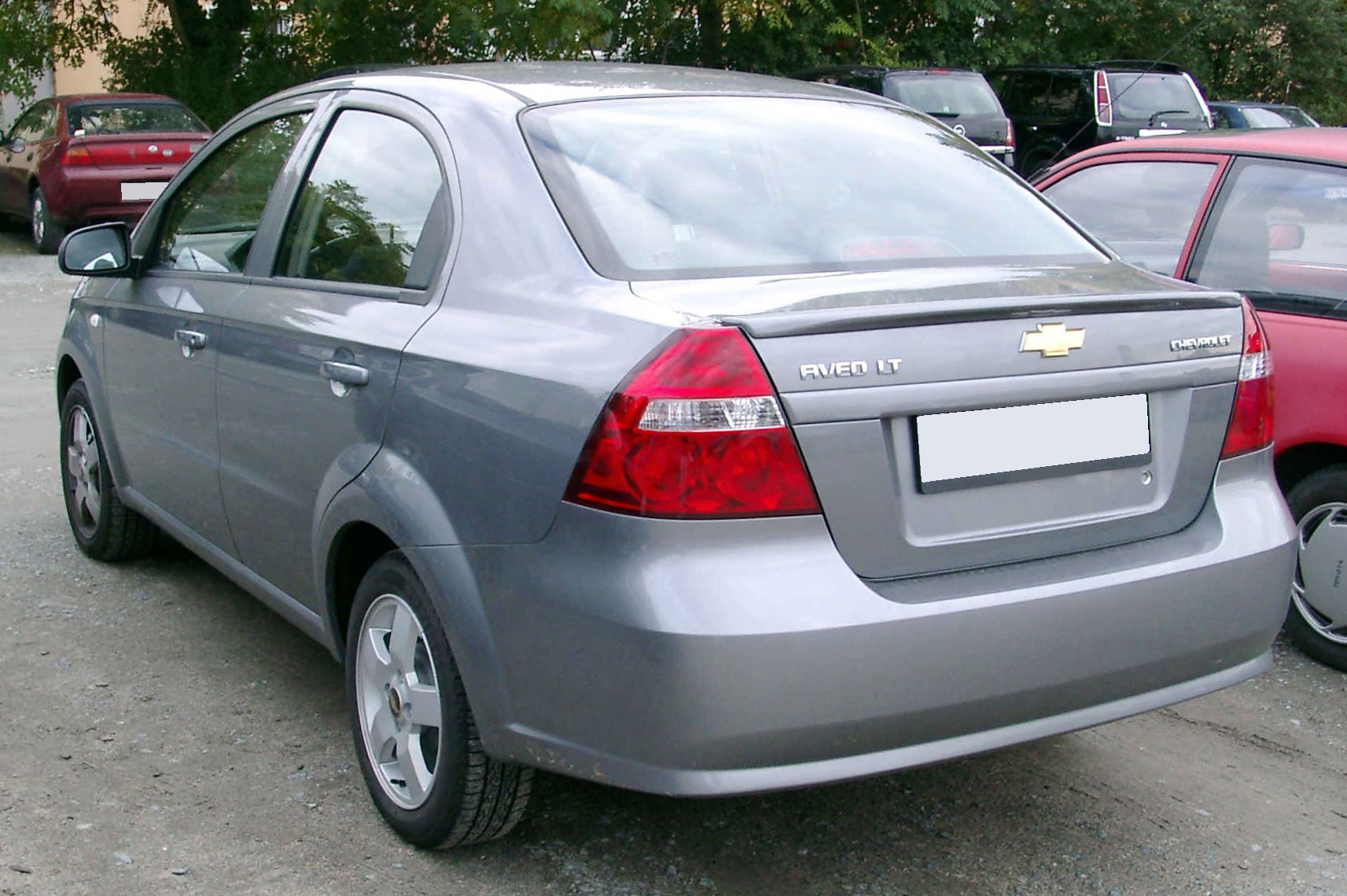
Chevrolet Aveo Т250 седан

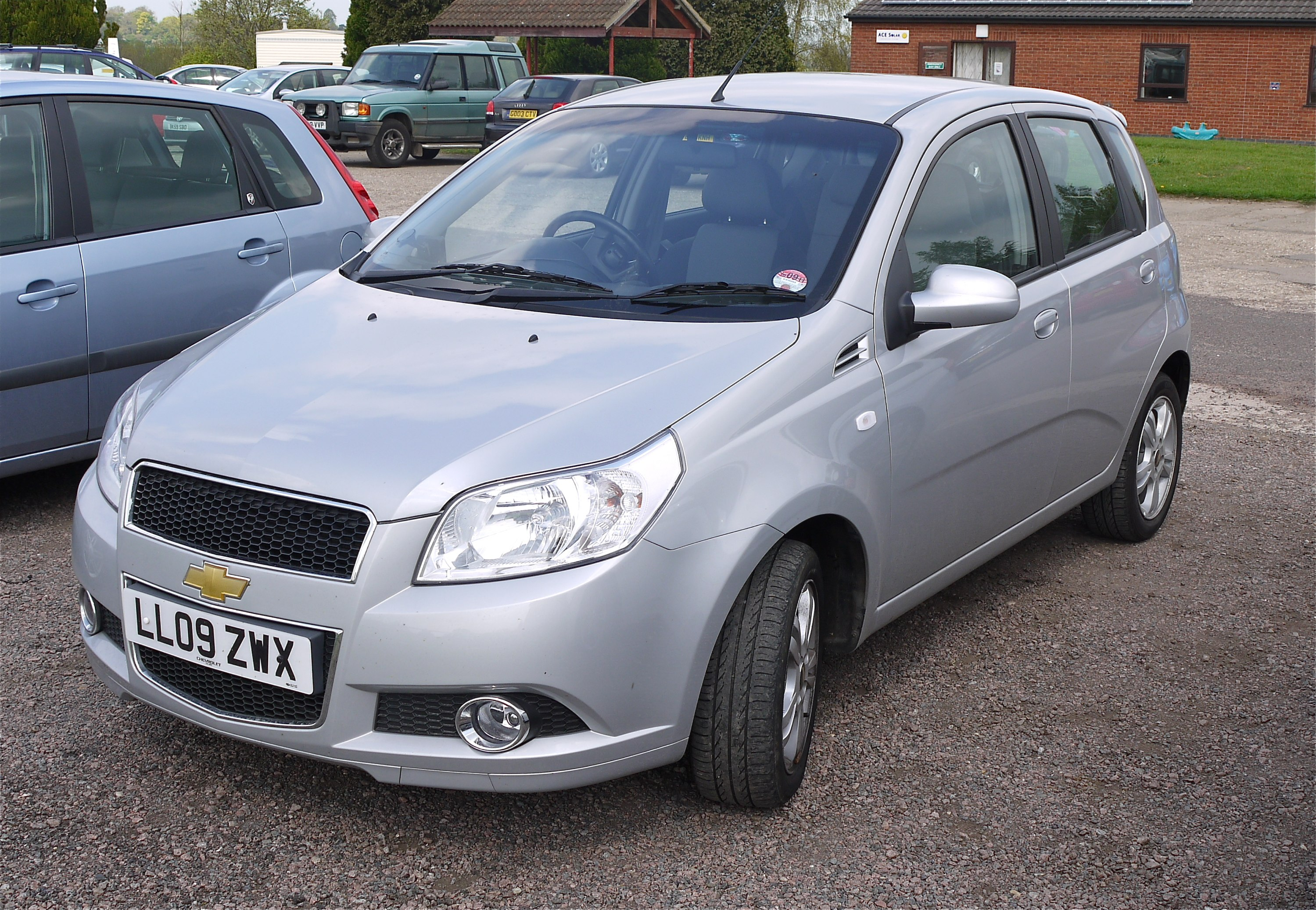
Chevrolet Aveo Т250 хетчбек

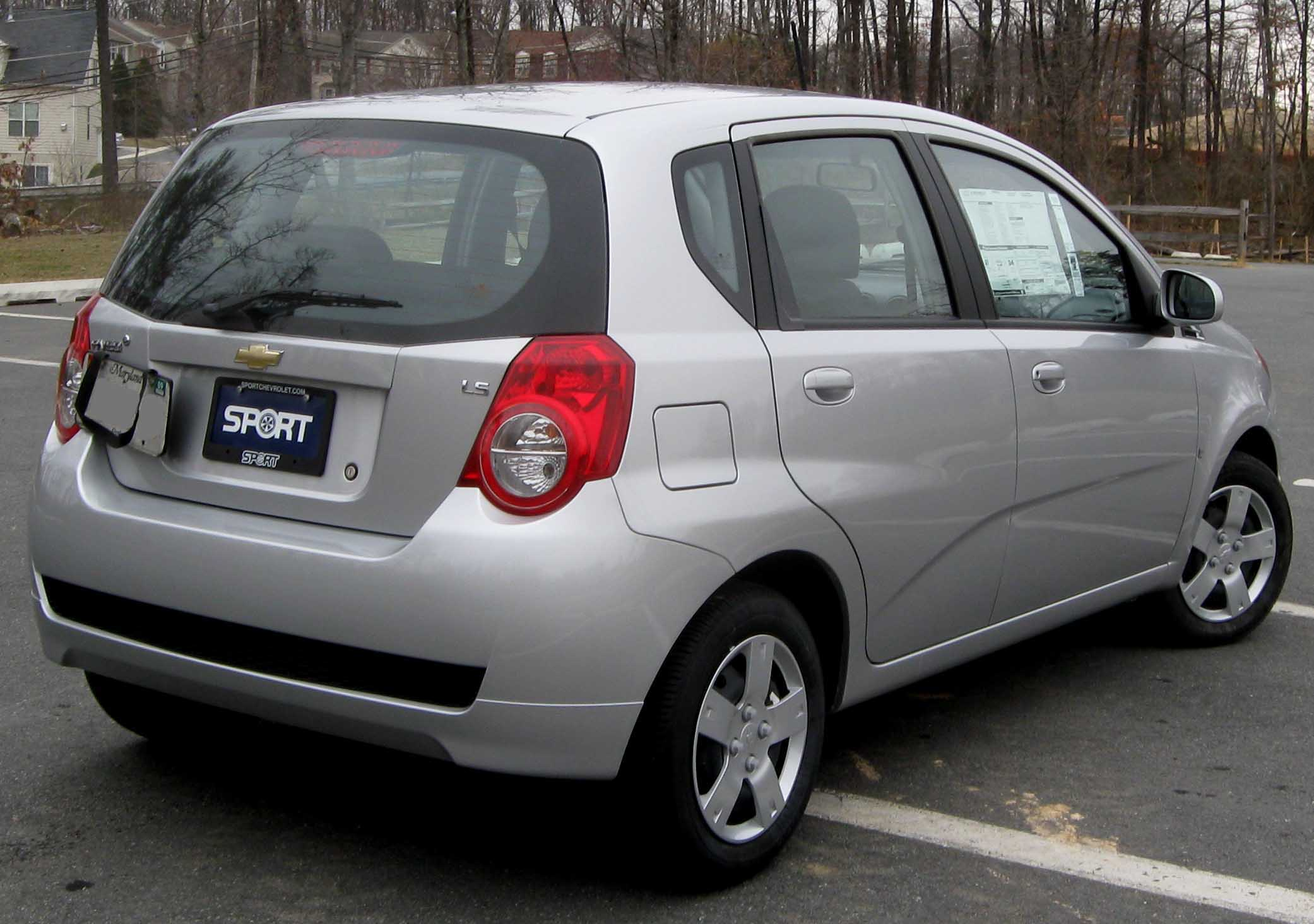
Chevrolet Aveo Т250 хетчбек

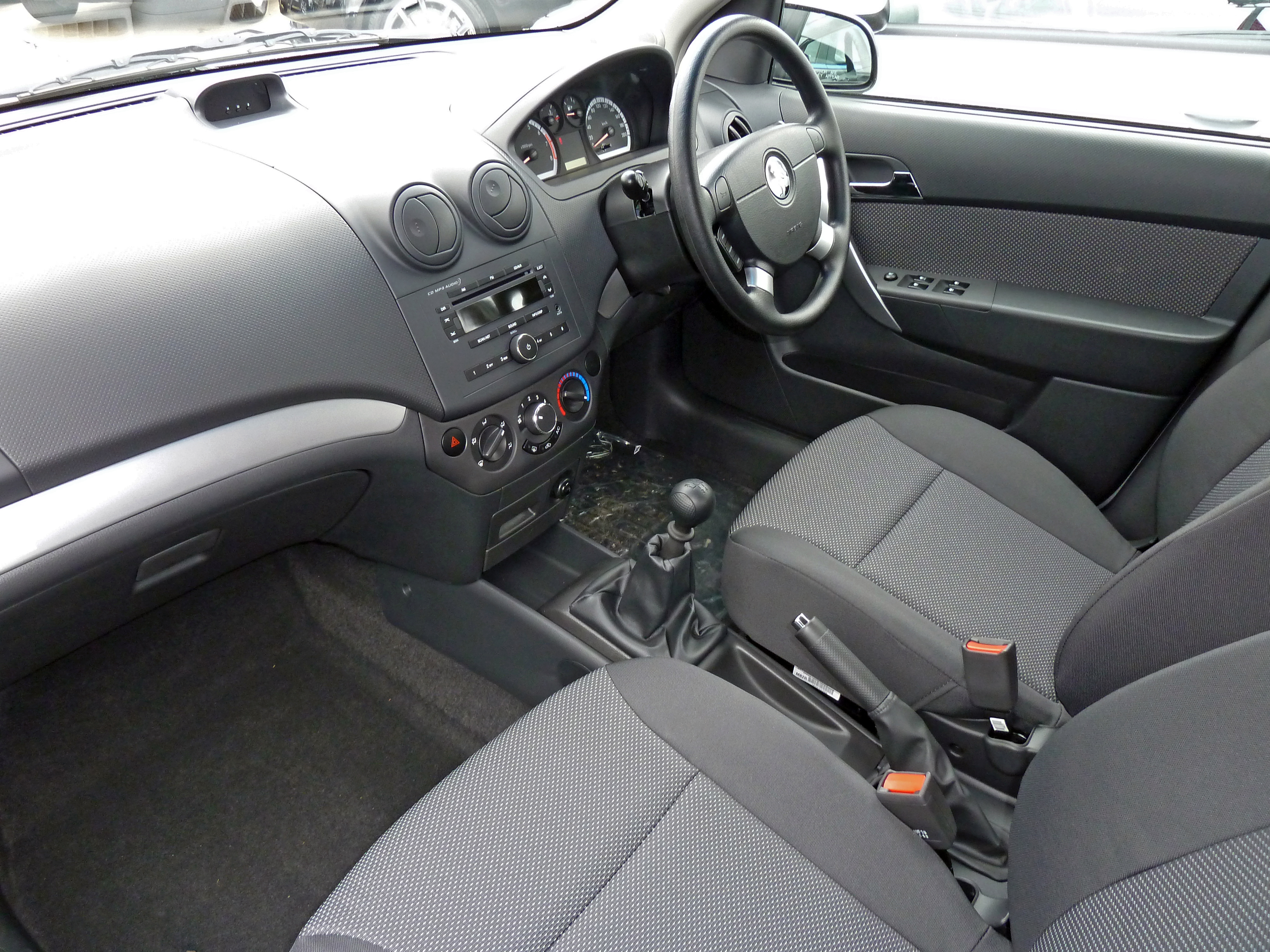
Салон

На автосалоні в Шанхаї в квітні 2005 року концерн General Motors представив нове покоління Chevrolet Aveo (заводський індекс T250) 2006 модельного року в кузові седан, розроблений спільно GM-DAT і технологічним центром PATAK із Шанхая (Китай). Автомобіль створений на доопрацьованій платформі попередника (спереду стійки McPherson, ззаду торсіонна підвіска), однак відрізняється повністю новим кузовом у новому стилі, оновленим інтер'єром, і поліпшеною звукоізоляцією. Розміри нового Aveo збільшилися — колісна база 2480 мм, габаритні розміри — 4310х1710х1495 мм. Гамма двигунів складається з: 1,4 л потужністю 94 к.с. і 1,6 л потужністю 103 к.с.
У 2007 році на Франкфуртському автосалоні представлено Chevrolet Aveo в кузові хетчбек (T255). Дизайн новинки розробляла італійська студія ItalDesign.
В Україні Aveo другого покоління збиралося з SKD комплектів на ЗАЗі.
Базова комплектація пропонує сталеві колісні диски, бампери в колір кузова, задній склоочисник і омивач скла, рульову колонку з регулюванням по нахилу, електропривод передніх стекол, CD / MP3-програвач з 4 динаміками. У комплектації LS доступні дверні ручки і бічні дзеркала в колір кузова, тоноване скло, ручне регулювання сидіння водія по висоті, електропривод і обігрів бічних дзеркал, кондиціонер, бортовий комп'ютер і центральний замок з дистанційним управлінням. У найдорожчої версії LT — легкосплавні колісні диски, кермо і ручка КПП, обшиті шкірою, електропривід скла в задніх дверях, клімат-контроль, аудіосистема з шістьма динаміками і управлінням на кермі.
У стандартну комплектацію Chevrolet Aveo першого покоління входить водійська подушка безпеки, підтягувачі ременів безпеки, кріплення ISOFIX. У більш дорогих комплектаціях присутні обидві передні подушки безпеки (пасажирська з функцією деактивації), антиблокувальна система гальм. А в топової комплектації передбачені і бічні подушки. У той же час, автомобіль отримав неважливі оцінки в краш-тестах різних організацій. Наприклад, у випробуваннях EuroNCAP в краш-тесті 2006 року Aveo продемонстрував непоганий результат по захисту дітей і пішоходів, але ось що стосується дорослих, що сидять попереду, то ризик отримання травм, несумісних з життям, виявився занадто високим, особливо у водія.

### Двигуни
E-TEC II
- 1,2 л B12D1 DOHC Р4 — 84 к.с. (Південна Корея, Європа, Індія)
- 1,4 л K4J SOHC Р4 — 83 к.с. (Європа)
- 1,4 л L95 DOHC Р4 — 94 к.с. (Європа, Еквадор, Колумбія, Чилі, Індія, Філіппіни)
- 1,4 л F14D4 DOHC Р4 — 101 к.с. (Європа, Еквадор, Колумбія, Чилі, Індія, Філіппіни)
- 1,5 л F15S3 SOHC Р4 — 86 к.с. (Південна Корея, Європа, Південна Африка, Філіппіни, Пакистан, Україна)
- 1,6 л F16D4 DOHC Р4 — 109 к.с. (Північна Америка, Венесуела, Австралія, Китай, Індія, Україна) evrc

### ЗАЗ Aveo/ЗАЗ Point/ЗАЗ Vida
Запорізький автозавод (ЗАЗ) у січні 2012 року почав повномасштабне виробництво Chevrolet Aveo в кузові T250, який став третім сімейством автомобілів, виробництво яких локалізовано в Україні. Aveo випускаться під брендом ЗАЗ і отримає назву ЗАЗ Vida, робоча назва була ЗАЗ Point.
Новинка оснащується бензиновими двигунами: 1,4 і 1,5 л корейського виробництва GM-DAT.
Нова модель ЗАЗ випускається з кузовом седан, 5-дверний хетчбек і Pick-up. Вже 13 березня 2012 року почалися продажі ЗАЗ Vida в дилерській мережі в Україні, але ставиться завдання досягти локалізації 51 % і почати поставляти цей автомобіль на експорт.

#### Двигуни ЗАЗ Aveo/ЗАЗ Point/ЗАЗ Vida
| Індекс                | Модель двигуна | Об'єм    | Система живлення | Клапани/ГРМ | Потужність при об/хв   | Крутний момент при об/хв | Розгін від 0 до 100 км/год секунд | Максимальна швидкість км/год | Витрата пального (EU)(міський цикл) / (траса) / (змішаний цикл) | Роки випуску |
| --------------------- | -------------- | -------- | ---------------- | ----------- | ---------------------- | ------------------------ | --------------------------------- | ---------------------------- | --------------------------------------------------------------- | ------------ |
| Бензинові дивигуни Р4 |                |          |                  |             |                        |                          |                                   |                              |                                                                 |              |
| 1,4i                  | GM F14D3       | 1399 см³ | інжектор         | 16/DOHC     | 94 к. с. (69 кВт)/6000 | 130 Нм/3400              | 11.00                             | 175                          | 9,9/5,8/7,3                                                     | з 2012       |
| 1,5i                  | GM A15SMS      | 1498 см³ | інжектор         | 8/SOHC      | 86 к. с. (62 кВт)/5600 | 128 Нм/3000              | 11.5                              | 170                          | 8,7/5,8/7,8                                                     | з 2012       |

## T300 (2011-2020)

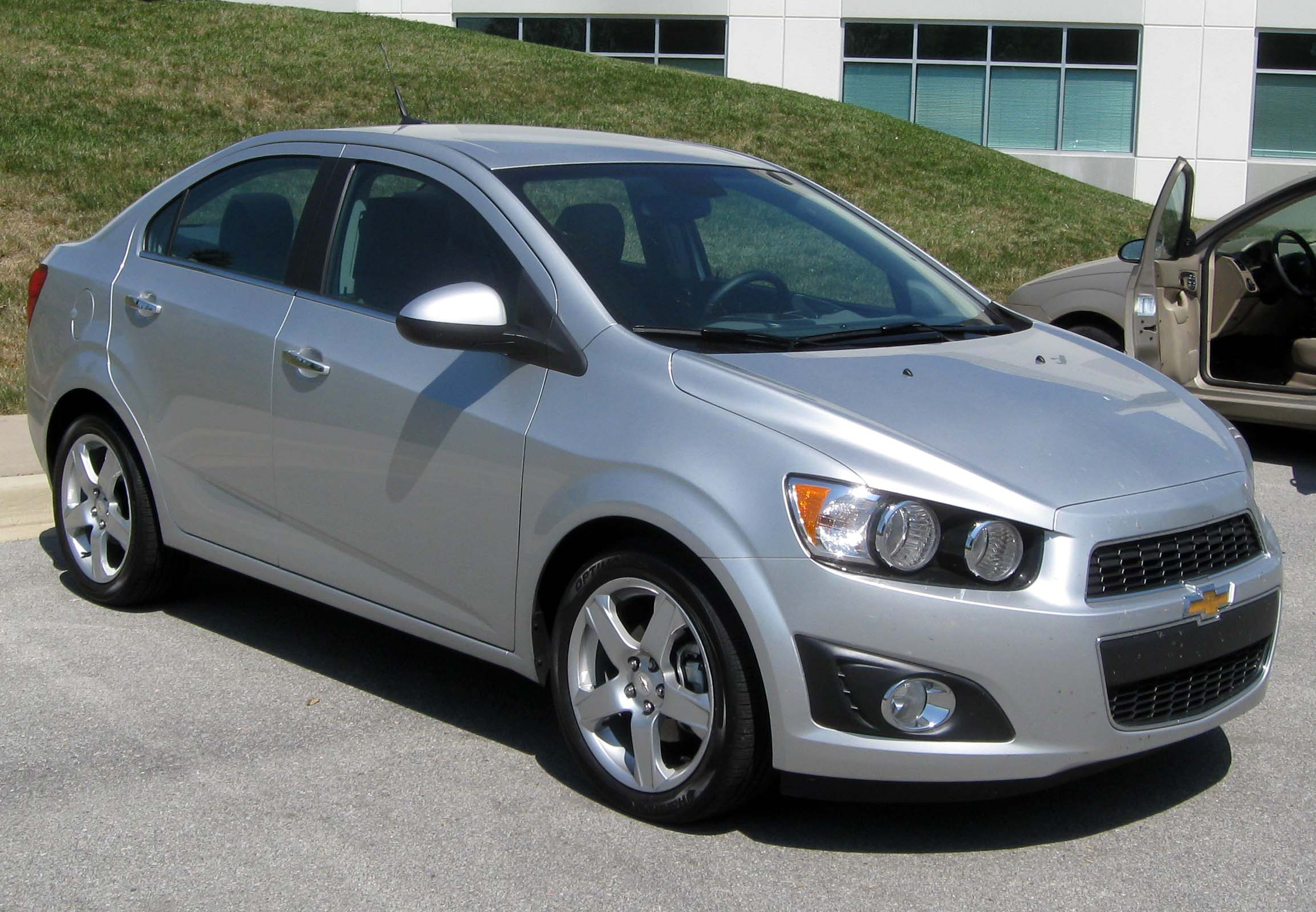
Chevrolet Aveo T300 седан

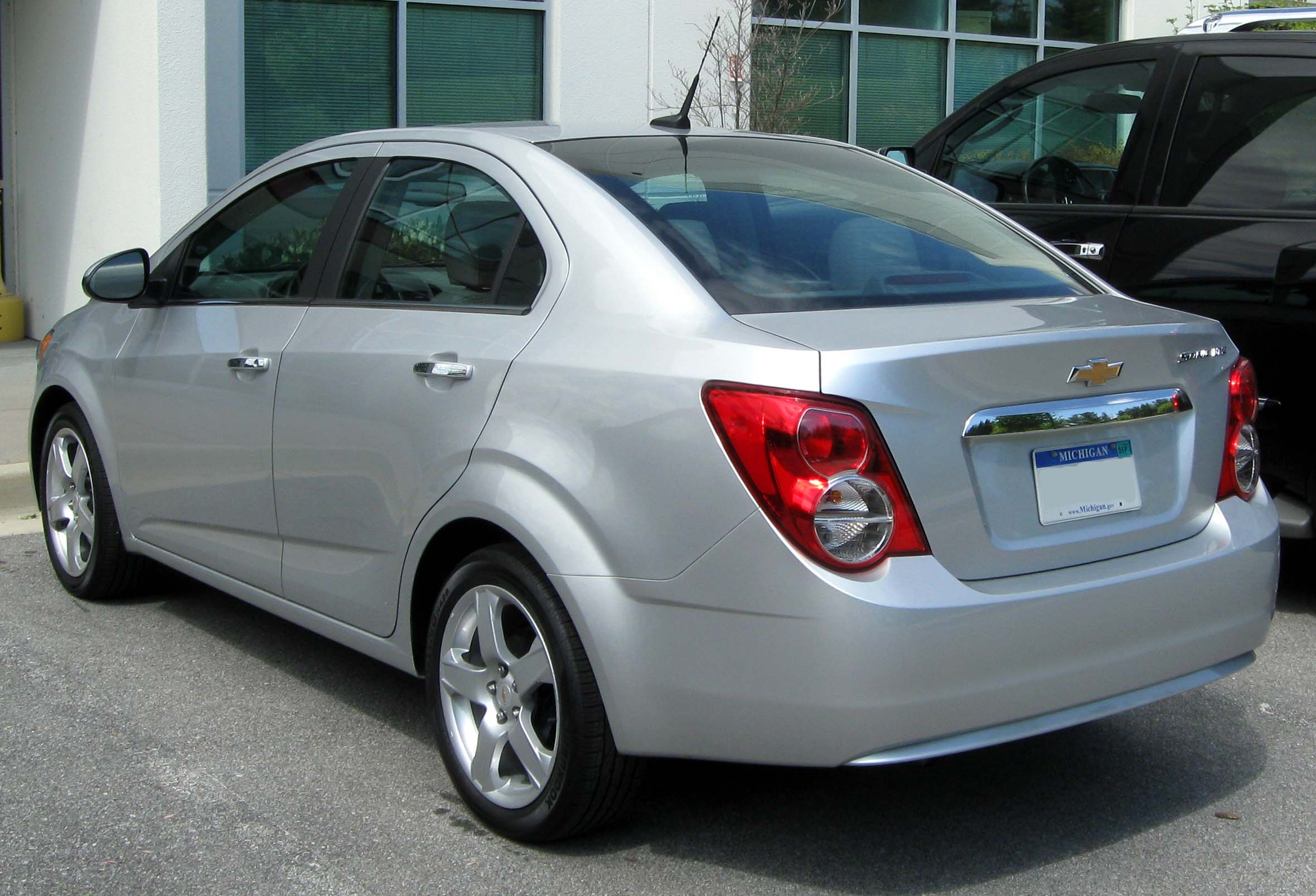
Chevrolet Aveo T300 седан

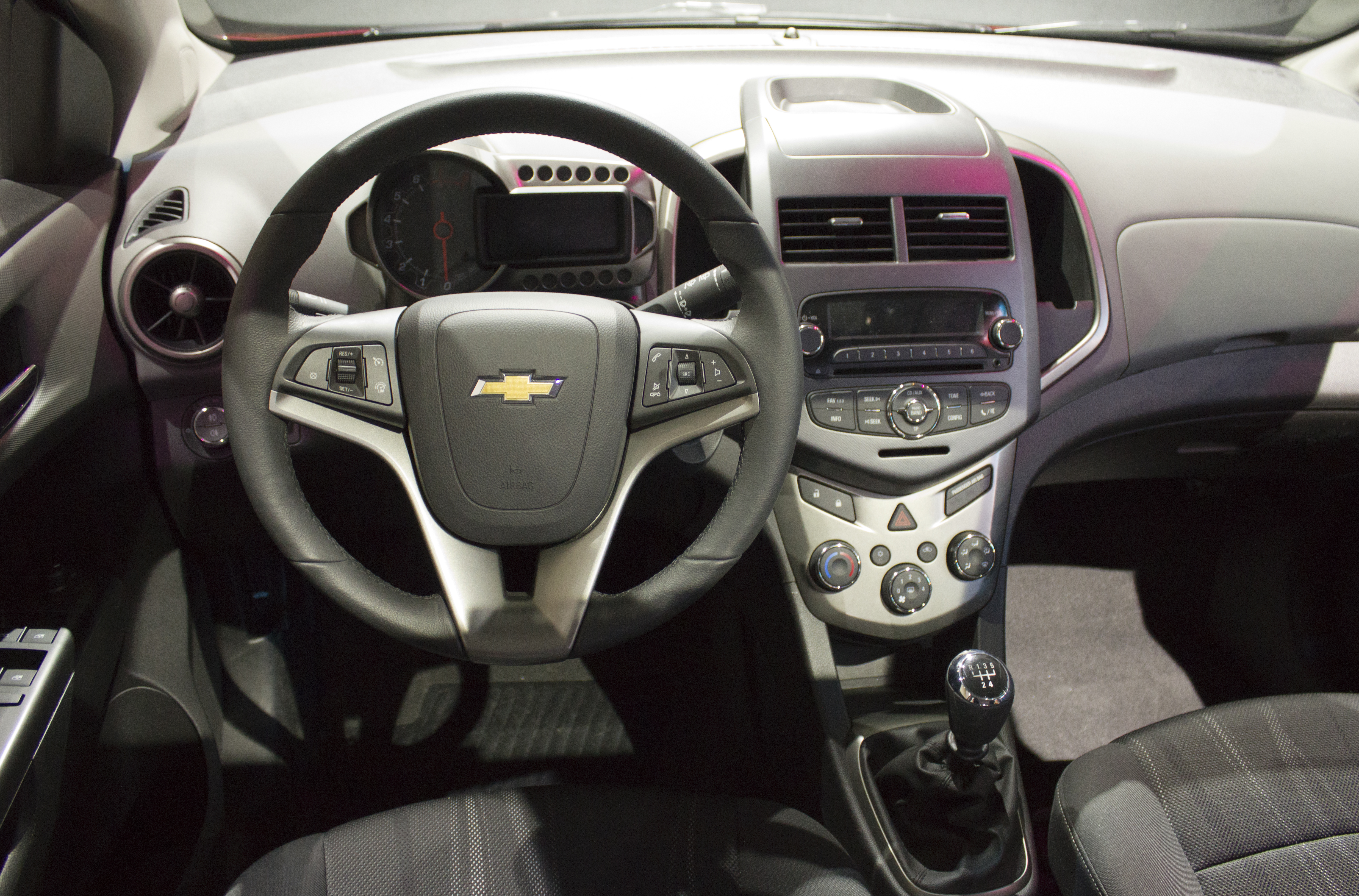
Салон Chevrolet Aveo T300

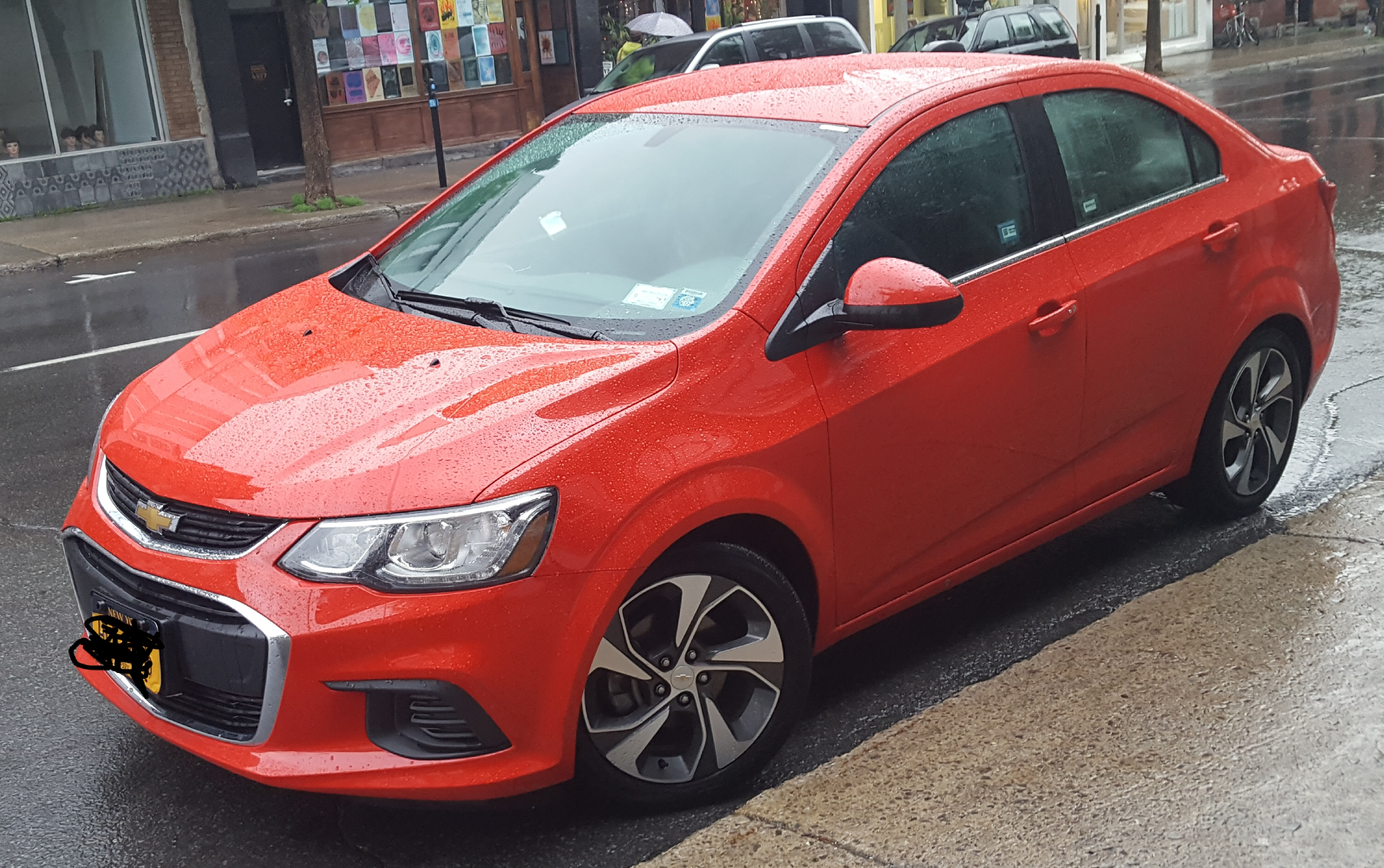
Chevrolet Sonic (з 2016)

На Детройтському автосалоні в січні 2010 року представлений концепт-кар Chevrolet Aveo RS розроблений студією ItalDesign. Автомобіль оснащений двигуном 1,4 з турбонадувом потужністю 140 к.с. і крутним моментом 200 Нм.
На Паризькому автосалоні в вересні 2010 року представлений п'ятидверний хетчбек Chevrolet Aveo нового покоління (заводський індекс T300), яке розроблене на основі концепт-кара Chevrolet Aveo RS.
На Детройтському автосалоні в січні 2011 року представлений седан Chevrolet Aveo нового покоління, який разом з хетчбеком для американського ринку буде носити ім'я Chevrolet Sonic.
У 2012 році було налагоджено великовузлове складання Авео в Калінінграді (Росія).
Зовнішній вигляд Chevrolet Aveo у 2016 р. повністю змінився, в порівнянні з попередніми моделями. У передній частині автомобіля були додані нові лінзовані фари, які виглядають трохи агресивно. Подвійні «пушки» фар встановлені окремо, як у випадку з передніми фарами, так і з задніми ліхтарями. Відмінною рисою хетчбека є замасковані 5 двері з ручкою в віконній рамі. Вважається, що на відміну від хетчбека, седан виглядає більш солідно. 
Базова комплектація Chevrolet Aveo, в залежності седан це або хетчбек, може включати в себе широкий спектр стандартного устаткування. Aveo седан, комплектації LS, оснащений: гідропідсилювачем керма, аудіосистемою з 4 динаміками та іммобілайзером. Модель LT оснащена: кондиціонером, додатковим USB-портом і хромованою решіткою радіатора. Комплектація LTZ поставляється: 16-дюймовими колесами, протитуманними фарами, парктроніком і круїз-контролем. Хетчбек Aveo оснащений: гідропідсилювачем керма і механічною або автоматичною коробкою передач.
Машина з п'ятидверним або чотирьохдверним кузовом в залежності від ринку може похвалитися бензиновими моторами GM обсягом від 1,2 до 1,8 л (як з турбінами, так і без) потужністю від 68 до 138 к.с. Також в гамі наявний фіатівський турбодизель 1.3 (74 і 94 к.с.). Але для нашого ринку доступна тільки одна модифікація з бензиновим «атмосферником» 1.6.
В 2016 році моделі для США і Китаю модернізували, змінивши зовнішній вигляд. Причому вони відрізняються одна від одної.
Американська версія Sonic отримала оновлений зовнішній вигляд, Apple CarPlay і Android Auto. Модель 2020 року залишилась без шестиступінчатої МКПП.

### Двигун
| Бензинові дивигуни |               |          |             |                     |        |        |
| 1,2i               | LDC Ecotec I4 | 1206 см³ | інжектор    | 68 к. с. (51 кВт)   | 115 Нм | з 2011 |
| 1,2i               | LWB Ecotec I4 | 1206 см³ | інжектор    | 84 к. с. (63 кВт)   | 115 Нм | з 2011 |
| 1,4i               | LDD Ecotec I4 | 1364 см³ | інжектор    | 99 к. с. (74 кВт)   | 130 Нм | з 2011 |
| 1,4Ti              | LUV Ecotec I4 | 1364 см³ | інжектор    | 138 к. с. (103 кВт) | 201 Нм | з 2011 |
| 1,6i               | LDE Ecotec I4 | 1598 см³ | інжектор    | 114 к. с. (85 кВт)  | 155 Нм | з 2011 |
| 1,8i               | LUW Ecotec I4 | 1796 см³ | інжектор    | 136 к. с. (101 кВт) | 167 Нм | з 2011 |
| Дизельні двигуни   |               |          |             |                     |        |        |
| 1,3 CDTI           | CDTI LDV I4   | 1248 см³ | Common Rail | 74 к. с. (55 кВт)   | 190 Нм | з 2011 |
| 1,3 CDTI           | CDTI LSF I4   | 1248 см³ | Common Rail | 95 к. с. (70 кВт)   | 210 Нм | з 2011 |

## 310C (з 2023)

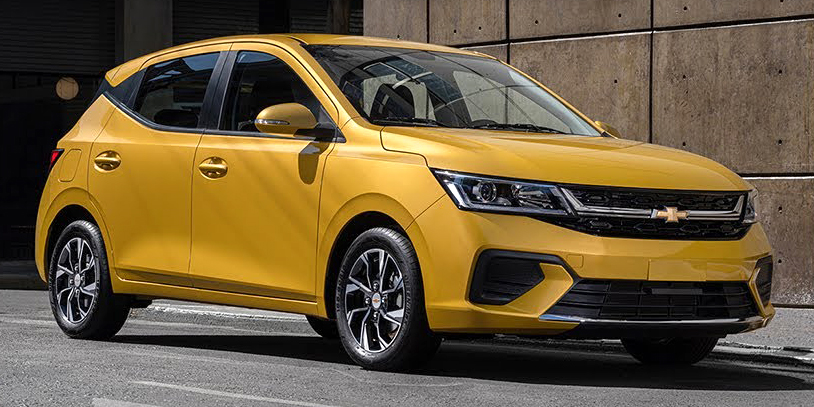
Chevrolet Aveo LT

Нове покоління Aveo було представлено в грудні 2022 року та запущено в лютому 2023 року для мексиканського ринку в 2024 модельному році. Доступний як 5-дверний хетчбек і 4-дверний седан, він розроблений і вироблений компанією SAIC-GM-Wuling під кодом моделі 310C.
Продажі хетчбека Aveo стартували в першій половині 2023 року.

### Двигун
- 1.5 L LAR I4 99 к.с.